# Zurich (Kansas)
Zurich è un comune degli Stati Uniti d'America, situato nello Stato del Kansas, nella Contea di Rooks.